# Ключева (Новосибірська область)
Ключева (рос. Ключевая) — село у Венгеровському районі Новосибірської області Російської Федерації.
Входить до складу муніципального утворення Ключевська сільрада. Населення становить 319 осіб (2010).

## Історія
Згідно із законом від 2 червня 2004 року органом місцевого самоврядування є Ключевська сільрада.

## Населення
| 2002 | 2007 | 2010 |
| ---- | ---- | ---- |
| 368  | ↘320 | ↘319 |